# Jagdgeschwader 3
3-я истребительная эскадра «Удет» (нем. Jagdgeschwader 3 «Udet», (JG3)) — эскадра истребителей люфтваффе. Получила своё наименование в честь лётчика-аса Первой мировой войны Эрнста Удета. Эскадра была сформирована в 1939 году на аэродроме Брандис около Лейпцига и первоначально состояла только из штаба и одной группы — I./JG3, которая участвовала в польской кампании. В 1940 году были сформированы две оставшиеся группы и эскадра стала полноценной боевой единицей. JG3 участвовала во французской кампании и в Битве над Англией в составе 3-го воздушного флота. В 1941 году её перебросили на восток, где она сражалась на Украине и в Крыму. В конце 1941 года эскадру отвели в Германию. В это время она получила своё наименование — «Удет». В 1942 году II группа эскадры была направлена на Средиземноморский театр и участвовала в воздушных операциях над Мальтой. III./JG3 сражалась под Волховом и Ленинградом. JG3 «Удет» также участвовала в Сталинградской битве, где истребители эскадры защищали аэродром Питомник — последний аэродром окруженной 6-й Армии Паулюса. В 1943 году JG3 участвовала в боях на Кубани и на Дону, в сражении за Харьков и в битве на Курской дуге. В августе — сентябре 1943 года эскадра была отведена с фронта. Штаб и I./JG3 включили в систему ПВО III Рейха, II./JG3 дислоцировалась в Голландии, a III./JG3 — в Баварии. Был также сформирован новый дивизион — IV./JG3, предназначенный для противостояния американским бомбардировщикам B-17 и B-24 и оснащенный бронированными самолетами Фокке-Вульф Fw-190А-8. Очень непродолжительное время IV./JG3 дислоцировалась в Италии. В июне 1944 года штаб, II. и III./JG3 были переброшены во Францию. В 1945 году JG3 первое время воевал на Западном фронте, а в апреле эскадра защищала Берлин.

## Состав эскадры

### Geschwaderkommodoren (командиры эскадры)
| командующий                    | период                                  | примечания                                                                                     |
| ------------------------------ | --------------------------------------- | ---------------------------------------------------------------------------------------------- |
| оберст-лейтенант Макс Ибель    | 1 мая — 26 сентября 1939 года           | назначен командиром JG27                                                                       |
| оберст-лейтенант Карл Вик      | 26 сентября 1939 — 20 августа 1940 года |                                                                                                |
| оберст-лейтенант Гюнтер Лютцов | 21 августа 1940 — 11 августа 1942 года  | назначен инспектором дневной истребительной авиации                                            |
| оберст Вольф-Дитрих Вильке     | 12 августа 1942 — 23 марта 1944 года    | погиб                                                                                          |
| майор Фридрих-Карл Мюллер      | 24 марта — 29 мая 1944 года             | погиб                                                                                          |
| майор Гейнц Бэр                | 1 июня 1944 — 13 февраля 1945 года      | назначен руководителем летной школы по обучению полетам на реактивных истребителях в Лехфельде |
| майор Вернер Шроер             | 14 февраля — 8 мая 1945 года            |                                                                                                |

### Gruppenkommandeure I./JG3 (командиры группы I./JG3)
| командующий                       | период                                | примечания                                                      |
| --------------------------------- | ------------------------------------- | --------------------------------------------------------------- |
| майор Отто Генрих фон Хоувальд    | 1 мая — 31 октября 1939 года          |                                                                 |
| гауптман Гюнтер Лютцов            | 3 ноября 1939 — 21 августа 1940 года  | назначен командиром эскадры                                     |
| и. о. обер-лейтенант Лотар Келлер | 24 — 27 августа 1940 года             |                                                                 |
| гауптман Ганс фон Хан             | 27 августа 1940 — 15 января 1942 года | группа преобразована в II./JG1 и фон Хан назначен её командиром |
| гауптман Георг Михалек            | 1 марта — 31 августа 1942 года        | позднее командовал учебной JG108                                |
| майор Клаус Квает-Фаслем          | 31 августа 1942 — 30 января 1944 года | погиб                                                           |
| гауптман Йоахим фон Верен         | 1 — 7 февраля 1944 года               |                                                                 |
| гауптман Йозеф Хайбёк             | 8 — 25 февраля 1944 года              | тяжелое ранение                                                 |
| и. о. майор Лангер                | 25 февраля — 11 апреля 1944 года      |                                                                 |
| гауптман Гельмут Мертенс          | 14 апреля — 30 июня 1944 года         | позднее служил в III./EJG1                                      |
| гауптман Эрнст Лаубе              | 1 июля — 30 октября 1944 года         |                                                                 |
| гауптман Хорст Хаасе              | 30 октября — 26 ноября 1944 года      | погиб                                                           |
| гауптман Альберт Виргес           | 27 ноября — 2 декабря 1944 года       |                                                                 |
| обер-лейтенант Альфред Зидль      | декабрь 1944 — 31 марта 1945 года     |                                                                 |

### Gruppenkommandeure II./JG3 (командиры группы II./JG3)
| командующий                      | период                               | примечания                                                                                  |
| -------------------------------- | ------------------------------------ | ------------------------------------------------------------------------------------------- |
| гауптман Эрих фон Зелле          | 1 февраля — 30 сентября 1940 года    | переведен на командную должность в Nachtjagddivison                                         |
| и. о. гауптман Эрих Войтке       | 1 октября — 23 ноября 1940 года      | назначен командиром II./JG52                                                                |
| гауптман Лотар Келлер            | 24 ноября 1940 — 26 июня 1941 года   | погиб                                                                                       |
| гауптман Гордон Голлоб           | 27 июня — 20 ноября 1941 года        | переведен в испытательное командование Рехлин (Erprobungstelle Rechlin), для доводки Bf.109 |
| гауптман Карл-Гейнц Краль        | 21 ноября 1941 — 14 апреля 1942 года | погиб                                                                                       |
| майор Курт Брендле               | 15 апреля 1942 — 3 ноября 1943 года  | погиб                                                                                       |
| и. о. гауптман Гейнрих Заннеман  | 3 ноября — ноябрь 1943 года          |                                                                                             |
| гауптман Вильгельм Лемке         | ноябрь — 4 декабря 1943 года         | погиб                                                                                       |
| и. о. гауптман Гейнрих Заннеман  | 4 декабря 1943 — январь 1944 года    |                                                                                             |
| гауптман Дитлев Ровер            | февраль — 30 марта 1944 года         | погиб                                                                                       |
| и. о. гауптман Гейнрих Заннеман  | 30 марта — 22 апреля 1944 года       |                                                                                             |
| гауптман Герман Капхер           | 22 — 24 апреля 1944 года             |                                                                                             |
| и. о. лейтенант Леопольд Мюнстер | 24 апреля — 1 мая 1944 года          |                                                                                             |
| гауптман Густав Фрейлингхаус     | 1 мая — 25 июня 1944 года            | позже назначен командиром 2./JGrSüd                                                         |
| гауптман Ганс-Эккехард Боб       | 25 июня — июль 1944 года             | переведен в Erprobungskommando 262                                                          |
| гауптман Герберт Куча            | июль — 25 ноября 1944 года           | позже назначен командиром II./JG27                                                          |
| гауптман Герхард Бекер           | 25 ноября 1944 — 8 мая 1945 года     |                                                                                             |

### Gruppenkommandeure III./JG3 (командиры группы III./JG3)
| командующий                           | период                             | примечания                    |
| ------------------------------------- | ---------------------------------- | ----------------------------- |
| гауптман Вальтер Кинитц               | 1 марта — 31 августа 1940 года     |                               |
| гауптман Вильгельм Бальтазар          | 1 сентября — 10 ноября 1940 года   | ранен                         |
| гауптман Вальтер Оезау                | 11 ноября 1940 — 28 июля 1941 года | назначен командиром JG2       |
| гауптман Вернер Андрес                | 1 августа 1941 — 12 мая 1942 года  |                               |
| и. о. обер-лейтенант Герберт Кижевски | 1 сентября — 23 ноября 1941 года   |                               |
| майор Карл-Гейнц Грейзерт             | 18 мая — 22 июля 1942 года         | погиб                         |
| майор Вольфганг Эвальд                | 23 июля 1942 — 14 июля 1943 года   | попал в плен                  |
| майор Вальтер Даль                    | 20 июля 1943 — 20 мая 1944 года    | назначен командиром JG z.b.V. |
| майор Карл-Гейнц Лангер               | 21 мая 1944 — 8 мая 1945 года      |                               |

### Gruppenkommandeure IV./JG3 (командиры группы IV./JG3)
| командующий                       | период                             | примечания                            |
| --------------------------------- | ---------------------------------- | ------------------------------------- |
| майор Франц Байер                 | 1 июня 1943 — 11 февраля 1944 года | погиб                                 |
| и. о. гауптман Гейнц Ланг         | 11 — 26 февраля 1944 года          |                                       |
| майор Фридрих-Карл Мюллер         | 26 февраля — 11 апреля 1944 года   | назначен командиром эскадры           |
| и. о. гауптман Гейнц Ланг         | 11 — 18 апреля 1944 года           |                                       |
| майор Вильгельм Моритц            | 18 апреля — 5 декабря 1944 года    | оставил пост из-за нервного истощения |
| гауптман Хуберт-Йорк Вайденхаммер | 5 — 25 декабря 1944 года           | погиб                                 |
| майор Эрвин Баксила               | 5 января — 17 февраля 1945 года    | переведен в штаб 1-го авиакорпуса     |
| обер-лейтенант Оскар Ром          | 17 февраля — 25 апреля 1945 года   | тяжелое ранение                       |
| гауптман Герхард Коал             | 25 — 27 апреля 1945 года           | погиб                                 |
| гауптман Гюнтер Шак               | 1 — 8 мая 1945 года                |                                       |

## Кавалеры Рыцарского креста награждённые в JG 3
| дата                  | звание           | имя                   | часть    |     | кол-во | примечания |
| --------------------- | ---------------- | --------------------- | -------- | --- | ------ | ---------- |
| 18 сентября 1940 года | гауптман         | Гюнтер Лютцов         | JG3      | РК  | 15     |            |
| 6 февраля 1941 года   | гауптман         | Вальтер Оезау         | III./JG3 | ДРК | 40     |            |
| 9 июля 1941 года      | гауптман         | Ганс фон Хан          | I./JG3   | РК  | 21     |            |
| 9 июля 1941 года      | гауптман         | Лотар Келлер          | II./JG3  | РК  | 20     | посмертно  |
| 15 июля 1941 года     | гауптман         | Вальтер Оезау         | III./JG3 | МРК | 80     |            |
| 20 июля 1941 года     | майор            | Гюнтер Лютцов         | JG3      | ДРК | 42     |            |
| 27 июля 1941 года     | обер-лейтенант   | Роберт Олейник        |          | РК  | 32     |            |
| 30 июля 1941 года     | обер-лейтенант   | Виктор Бауэр          |          | РК  | 34     |            |
| 12 августа 1941 года  | обер-лейтенант   | Гельмут Мекель        |          | РК  | 25     |            |
| 12 августа 1941 года  | обер-лейтенант   | Макс Бухольц          |          | РК  | 27     |            |
| 12 августа 1941 года  | обер-лейтенант   | Курт Сохатци          |          | РК  | 38     |            |
| 30 августа 1941 года  | обер-лейтенант   | Франц Бейер           |          | РК  | 32     |            |
| 4 сентября 1941 года  | обер-фельдфебель | Георг Шентке          |          | РК  | 30     |            |
| 4 сентября 1941 года  | обер-фельдфебель | Ганс Штейманн         |          | РК  | 30     |            |
| 18 сентября 1941 года | обер-лейтенант   | Винфрид Шмидт         |          | РК  | 19     |            |
| 18 сентября 1941 года | гауптман         | Гордон Голлоб         | II./JG3  | РК  | 42     |            |
| 5 октября 1941 года   | лейтенант        | Дитлев Ровер          |          | РК  | 28     |            |
| 11 октября 1941 года  | майор            | Гюнтер Лютцов         | JG3      | МРК | 92     |            |
| 26 октября 1941 года  | гауптман         | Гордон Голлоб         | II./JG3  | ДРК | 85     |            |
| 4 ноября 1941 года    | обер-лейтенант   | Георг Михалек         |          | РК  | 36     |            |
| 4 ноября 1941 года    | фельдфебель      | Вальтер Ольрогге      |          | РК  | 39     |            |
| 3 мая 1942 года       | обер-фельдфебель | Эберхард фон Боремски |          | РК  | 43     |            |
| 3 мая 1942 года       | лейтенант        | Экхард Хюбнер         |          | РК  | 47     | посмертно  |
| 9 мая 1942 года       | фельдфебель      | Ганс Шлееф            |          | РК  | 41     |            |
| 1 июля 1942 года      | гауптман         | Курт Брёндл           | II./JG3  | РК  | 49     |            |
| 26 июля 1942 года     | обер-лейтенант   | Виктор Бауэр          |          | ДРК | 102    |            |
| 23 августа 1942 года  | лейтенант        | Ганс Фусс             |          | РК  | 60     |            |
| 27 августа 1942 года  | гауптман         | Курт Брёндл           | II./JG3  | ДРК | 100    |            |
| 3 сентября 1942 года  | обер-фельдфебель | Отто Весслинг         |          | РК  | 50     |            |
| 4 сентября 1942 года  | обер-лейтенант   | Гельмут Мертенс       |          | РК  | 50     |            |
| 9 сентября 1942 года  | гауптман         | Вольф-Дитрих Вильке   | JG3      | ДРК | 100    |            |
| 12 сентября 1942 года | лейтенант        | Вильгельм Лемке       |          | РК  | 50     |            |
| 19 сентября 1942 года | обер-фельдфебель | Альфред Хекманн       |          | РК  | 50     |            |
| 19 сентября 1942 года | фельдфебель      | Вернер Лукас          |          | РК  | 50     |            |
| 2 октября 1942 года   | фельдфебель      | Зигфрид Энгфер        |          | РК  | 52     |            |
| 2 октября 1942 года   | фельдфебель      | Гейнц Кеметмюллер     |          | РК  | 59     |            |
| 29 октября 1942 года  | унтер-офицер     | Франц Швайгер         |          | РК  | 52     |            |
| 9 декабря 1942 года   | майор            | Вольфганг Эвальд      | III./JG3 | РК  | 50     |            |
| 21 декабря 1942 года  | лейтенант        | Людвиг Хёфнер         |          | РК  | 52     | посмертно  |
| 21 декабря 1942 года  | фельдфебель      | Леопольд Мюнстер      |          | РК  | 52     |            |
| 23 декабря 1942 года  | лейтенант        | Йоахим Киршнер        |          | РК  | 51     |            |
| 23 декабря 1942 года  | фельдфебель      | Гельмут Рюффлер       |          | РК  | 50     |            |
| 28 декабря 1942 года  | майор            | Вольф-Дитрих Вильке   | JG3      | МРК | 155    |            |
| 7 апреля 1943 года    | фельдфебель      | Курт Эбенер           |          | РК  | 52     |            |
| 1 июня 1943 года      | лейтенант        | Вольф-Удо Эттель      |          | РК  | 120    |            |
| 2 августа 1943 года   | обер-лейтенант   | Йоахим Киршнер        |          | ДРК | 170    |            |
| 29 августа 1943 года  | обер-лейтенант   | Эмиль Битшь           |          | РК  | 105    |            |
| 25 ноября 1943 года   | гауптман         | Вильгельм Лемке       | II./JG3  | ДРК | 130    |            |
| 5 февраля 1944 года   | обер-лейтенант   | Густав Фрилингхаузен  |          | РК  | 74     |            |
| 11 марта 1944 года    | майор            | Вальтер Даль          | III./JG3 | РК  | 64     |            |
| 12 мая 1944 года      | лейтенант        | Леопольд Мюнстер      |          | ДРК | 95     | посмертно  |
| 9 июня 1944 года      | майор            | Клаус Квает-Фаслем    | I./JG3   | РК  | 49     | посмертно  |
| 8 июля 1944 года      | лейтенант        | Ганс Грюнберг         |          | РК  | 70     |            |
| 18 июля 1944 года     | гауптман         | Вильгельм Моритц      | IV./JG3  | РК  | 41     |            |
| 20 июля 1944 года     | обер-лейтенант   | Отто Весслинг         |          | ДРК | 83     | посмертно  |
| 27 июля 1944 года     | лейтенант        | Ганс Руль             |          | РК  | 34     |            |
| 27 июля 1944 года     | лейтенант        | Ганс Вик              |          | РК  | 36     |            |
| 23 октября 1944 года  | обер-фельдфебель | Вилли Унгер           |          | РК  | 19     |            |
| 24 октября 1944 года  | гауптман         | Хорст Хаазе           | I./JG3   | РК  | 56     |            |
| 29 октября 1944 года  | обер-лейтенант   | Вернер Герт           |          | РК  | 26     |            |
| 29 октября 1944 года  | лейтенант        | Оскар Циммерманн      |          | РК  | 28     |            |
| 9 декабря 1944 года   | фельдфебель      | Клаус Нойманн         |          | РК  | 31     |            |
| 27 января 1945 года   | гауптман         | Эккехард Тихи         | 10./JG3  | РК  | 25     | посмертно  |
| 16 апреля 1945 года   | майор            | Вернер Шроер          | JG3      | МРК | 108    |            |
| 20 апреля 1945 года   | майор            | Карл-Гейнц Лангер     | III./JG3 | РК  | 29     |            |
| апрель 1945 года      | лейтенант        | Герберт Бареутер      |          | РК  | ?      |            |

Легенда:
- дата — дата награждения
- звание — звание награждаемого
- имя — имя награждаемого
- часть — подразделение, где служил
- кол-во — количество побед на момент награждения
- РК — рыцарский крест
- ДРК — рыцарский крест с дубовыми листьями
- МРК — рыцарский крест с дубовыми листьями и мечами
- БРК — рыцарский крест с дубовыми листьями, мечами и бриллиантами